# Морбиан (залив)

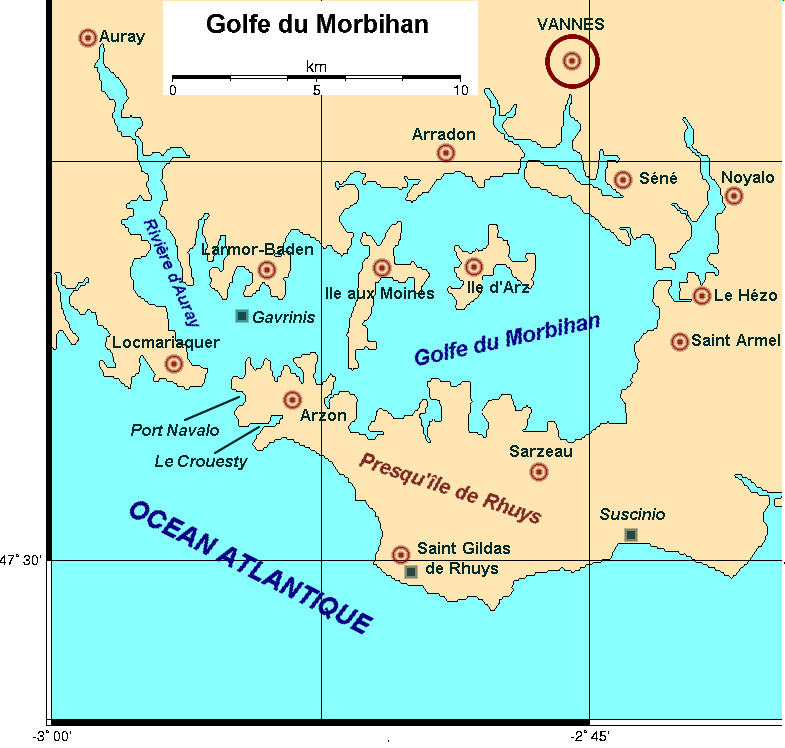

Морбиа́н (фр. Golfe du Morbihan, от брет. Mor-Bihan — «маленькое море») — залив в департаменте Морбиан, на юге Бретани, Франция.
Площадь залива составляет 115 км². Морбиан почти со всех сторон окружён сушей. На территории залива расположено около 250 островов, которые по сути являются вершинами холмов, ушедших под воду из-за повышения уровня Атлантического океана. Здесь протекают мощные течения, а прилив заливает небольшие перешейки, связывающие острова.
На берегах залива расположены многочисленные мегалиты, которые являются свидетельством того, что люди поселились в этой местности ещё в каменном веке.